# Teddy Boys

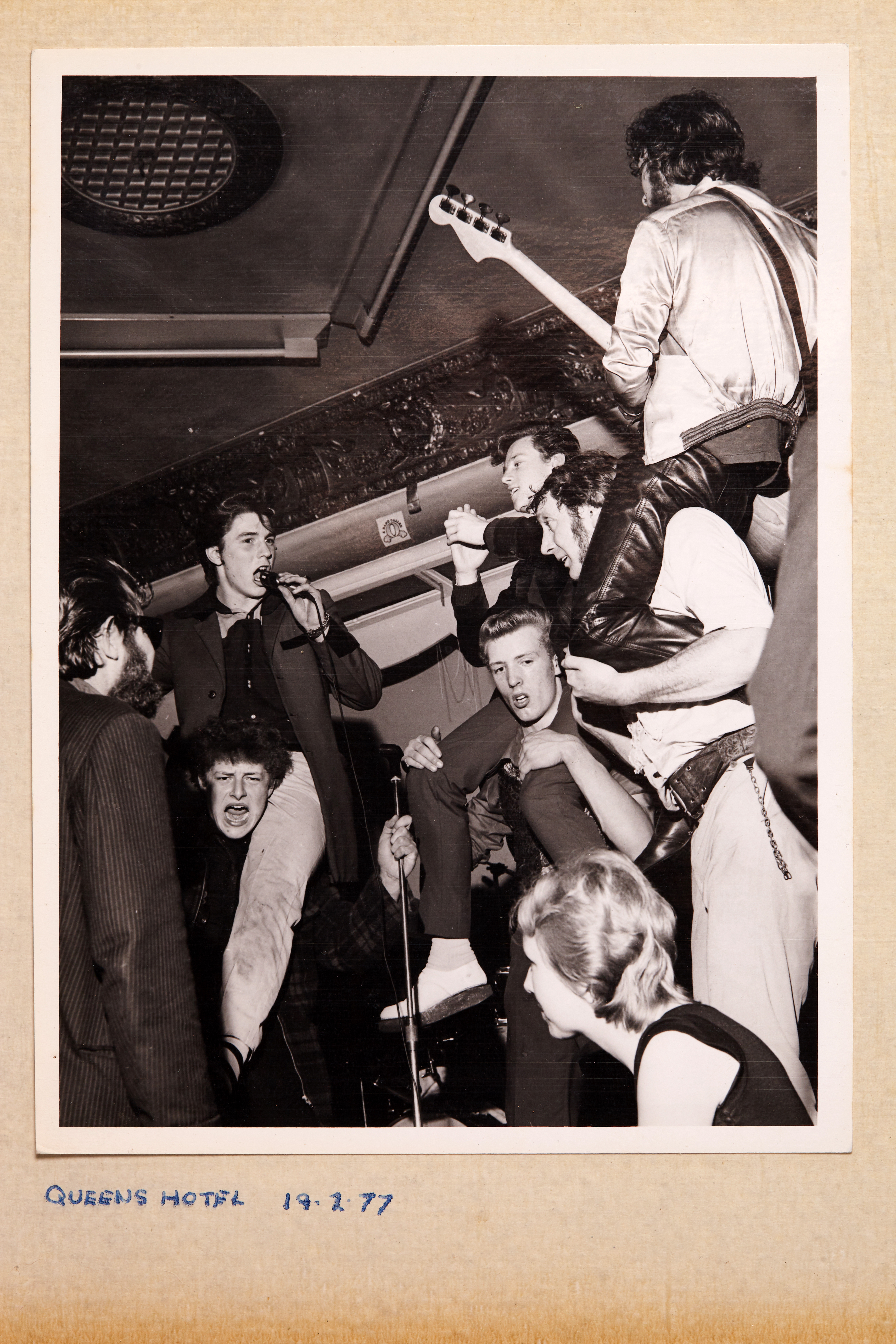
Teddy Boys hrají v Queens Hotelu, 1977

Teddy Boys je název pro členy subkultury dělnické mládeže, vzniklé v 50. letech ve Velké Británii. Ti nosili obleky inspirované eduardovským obdobím a poslouchali převážně americký rock and roll.
Oblíbené oblečení zahrnovalo dlouhé kabáty, vázanky, nízké boty (často semišové) a zkrácené kalhoty, které daly vyniknout často barevným ponožkám. Teddy boys nosili delší vlasy, které s pomocí pomády tvarovali do účesu zvaného quiff (pompadour, patka). Dívky (Teddy Girls) nosily dlouhé sukně, později též toreadorské kalhoty (jednalo se o americký trend), vlasy do copu a slaměné klobouky.
Mnoho teddy boys se družovalo do vzájemně znepřátelených gangů páchajících drobnou kriminalitu. V rámci tohoto hnutí získaly určitou popularitu názory Oswalda Mosleyho, předválečného vůdce Britské unie fašistů, který se výrazně vyslovoval proti imigrantům („Británie musí zůstat bílá“, anglicky „Keep Britain White“) a propagoval panevropský nacionalimus. Jeho stoupenci se zúčastnili v září 1958 rasových nepokojů v londýnské čtvrti Notting Hill.
Českou verzí anglických teddy boys byli takzvaní páskové. Oblečení a celkový vzhled, stejně jako vliv rock and rollu byly u obou skupin prakticky identické.
Podobná subkultura se v Británii znovu objevila na konci 70. let, byť tehdy už byla silně poznamenaná glam rockem. Tato generace opovrhovala punkery a často s nimi vyhledávala násilná střetnutí.
Dnes subkultura přežívá především mezi příznivci rockabilly.